# Špičnik
Špičnik este o localitate din comuna Kungota, Slovenia, cu o populație de 120 de locuitori.